# Ángela Vallvey
Ángela Vallvey Arévalo (San Lorenzo de Calatrava, Ciudad Real, 1964) est une poétesse et romancière espagnole. 

## Biographie
Elle étudie l'Histoire contemporaine à l'Université de Grenade, puis l'anthropologie et la philosophie. 
Ses premiers livres sont surtout des livres d'enfance et de jeunesse ; elle commence plus tard à publier de la poésie. Elle collabore à des programmes radiophoniques et télévisés (Herrera en la onda, Madrid opina et Las mañanas de cuatro).

## Œuvres
- Kippel y la mirada electrónica (1995)
- Capitales de tiniebla (1997)
- Vida sentimental de Bugs Bunny (1997)
- Donde todos somos John Wayne (1997)
- El tamaño del universo (1998 — prix Jaén de Poesía)
- A la caza del último hombre salvaje (1999)
- enlared.com (2000)
- Vías de extinción (2000)
- Extraños en el paraíso (2001)
- Los estados carenciales (2002 — prix Nadal)
- No lo llames amor (2004)
- La ciudad del diablo (2005)
- Todas las muñecas son carnívoras (2006)
- Muerte entre poetas (2008 — finaliste du prix Planeta)
- El hombre del corazón negro (2011)
- La velocidad del mundo (2012)
- Mientras los demás bailan (2014)
- El arte de amar la vida (2015)
- Amantes poderosas de la historia (2016)
- Tarta de almendras con amor (2017)
- Epidemia de fuego (2017)
- Cuentos clásicos feministas (2018)

## Prix
- Prix Jaén de poésie (1999) pour El tamaño del universo
- Prix Nadal (2002) pour Los estados carenciales.
- Finaliste du Prix Planeta (2008) pour Muerte entre poetas